# Hypotrichose avec dégénérescence maculaire juvénile

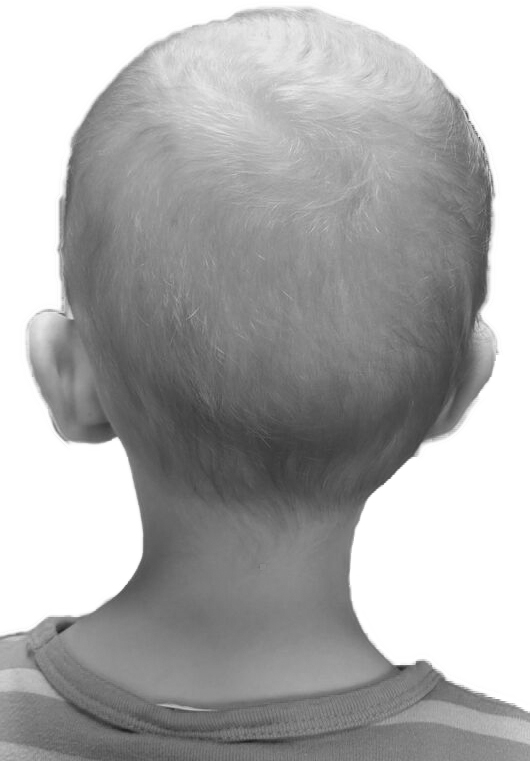
Hypotrichose (pousse des cheveux clairsemée)

L’hypotrichose avec dégénérescence maculaire juvénile (HDMJ) est une maladie congénitale extrêmement rare, caractérisée par une pousse clairsemée de cheveux dès la naissance accompagnée d’une dégénérescence maculaire progressive pouvant conduire jusqu’à la cécité complète.

## Prévalence
Le dénombrement total est estimé à moins d'un cas sur 1 000 000. Seuls une cinquantaine de cas ont été rapportés.

## Cause
L’HDMJ est transmise de manière autosomique-récessive. Des mutations du gène CDH3, lequel code la protéine Cadherin-3, en seraient la cause. La P-Cadherin est une protéine agglomérante responsable dans certains tissus du scellement des cellules. Il en découle une hétérozygotie complexe.

## Symptômes
La pousse des poils est au niveau du cuir chevelu très clairsemée contrairement au reste du corps où elle progresse normalement. La dégénérescence maculaire est progressive et peut conduire à une perte complète de la vue. L’état de santé général des personnes affectées n’est toutefois pas touché ce qui leur accorde une espérance de vie normale.

## Diagnostic

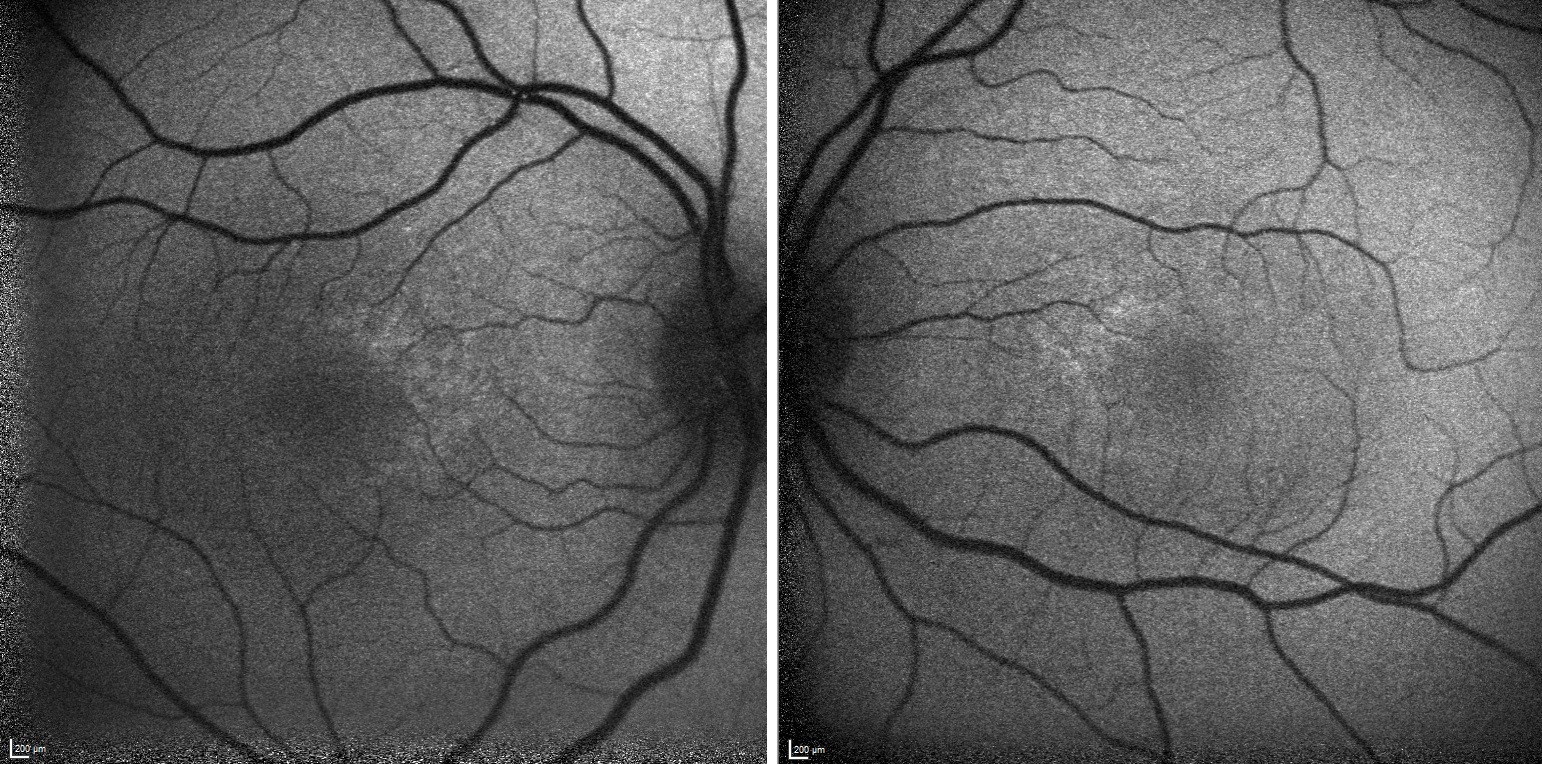
Angiographie fluorescente.

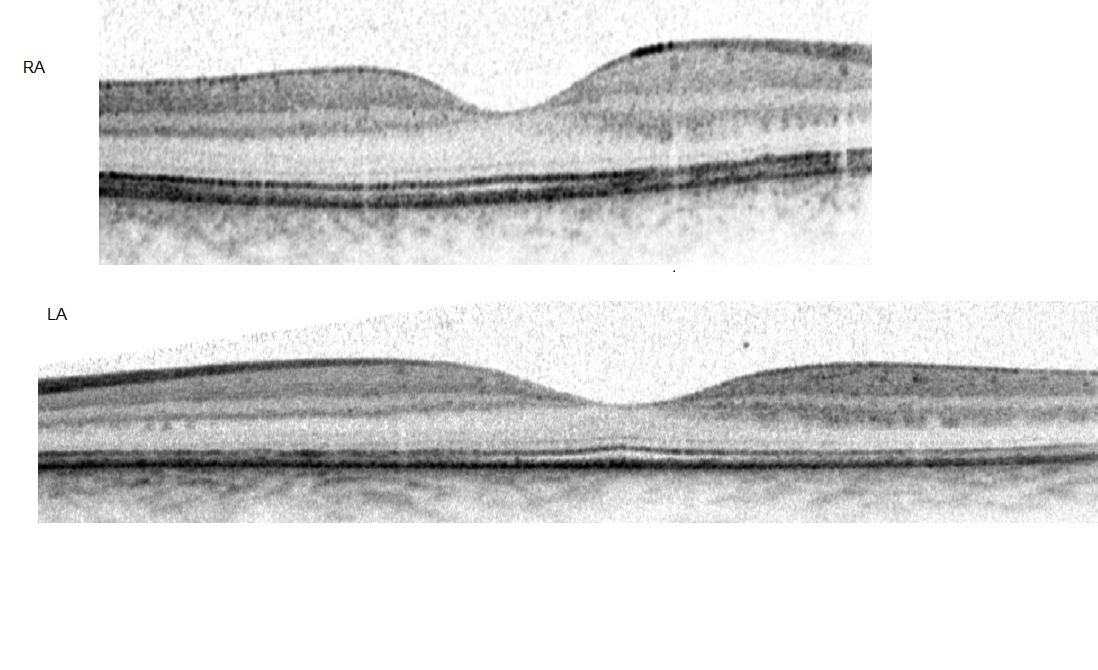
Tomographie à cohérence optique.

Un examen ophtalmologique est nécessaire pour identifier les lésions de la rétine. L’étendue des dommages de la rétine peut être précisée à l’aide d’une angiographie en fluorescence ainsi que d’une tomographie à cohérence optique. En sus, il est possible d’avoir également recours à des examens électro physiologiques tels qu’ERG (éctinogramme électronique) et mfERG (éctinogramme multifocal).
Un diagnostic certain n’est possible qu’avec un diagnostic en génétique moléculaire effectué dans le cadre d’un conseil en génétique humaine.

### Diagnostic différentiel
À ne pas confondre avec des cas d’anomalies capillaires dus à une dysplasie ectodermique. Des modifications du gène CDH3 peuvent également apparaître avec le syndrome EEM.

## Traitement
Il n'existe pas de traitement curatif spécifique. 
La recherche translationnelle d’un codon-stop, plus connue sous le nom de « Read-Through-Therapy », permettrait, grâce à l’ajout d’organismes particuliers, de rendre la protéine à nouveau fonctionnelle. Cet ajout n’est par contre possible que dans un nombre très restreint de mutations, lesquelles peuvent engendrer différentes maladies.
Le diagnostic de cette maladie peut être un choc pour le patient de même que pour sa famille et ses proches, avec des sentiments d’abandon et d’impuissance. Malgré le peu de cas répertoriés, des rencontres ou échanges avec d’autres personnes se trouvant dans la même situation peuvent être utiles.

## Historique
La première description du syndrome a été faite en 1935 par le docteur allemand Hans Wagner.